# Juliana Paula dos Santos

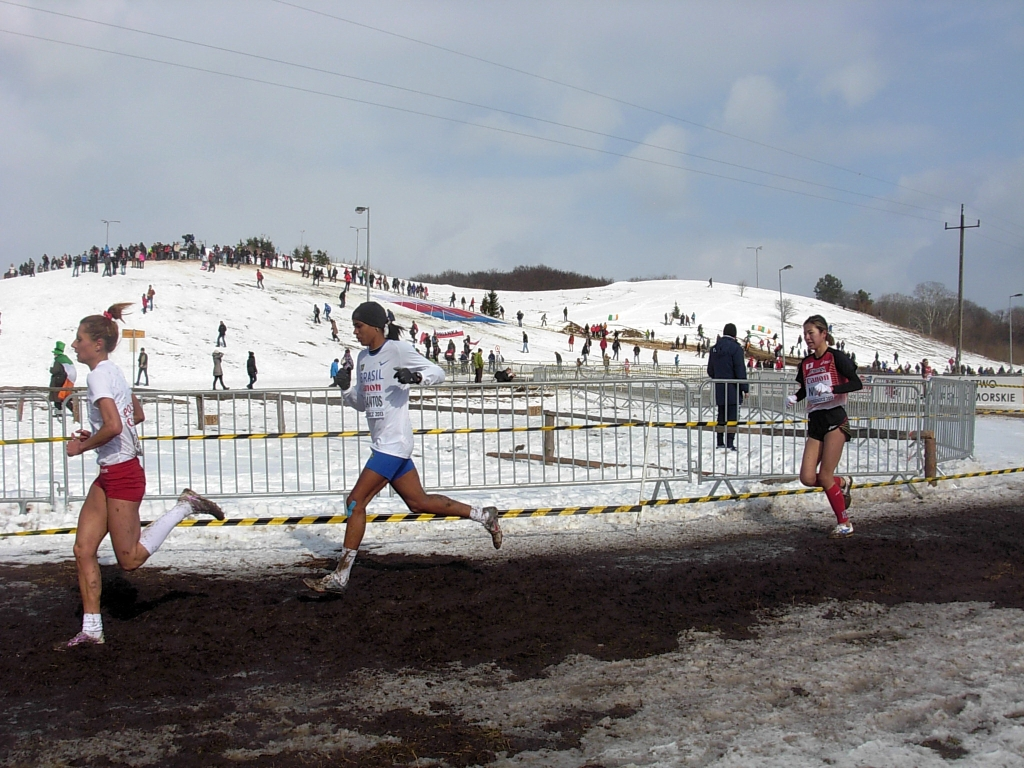
Juliana Paula dos Santos (zweite von links) bei den Crosslauf-WM 2013

Juliana Paula dos Santos (Geburtsname de Azevedo; * 12. Juli 1983) ist eine brasilianische Mittel- und Langstreckenläuferin.
Bei den Leichtathletik-Südamerikameisterschaften siegte sie 2003 in Barquisimeto und 2006 in Tunja über 1500 m.
2007 gewann sie über dieselbe Distanz bei den Panamerikanischen Spielen in Rio de Janeiro.
2010 holte sie bei den Iberoamerikanischen Meisterschaften Silber über 1500 m.
Bei den Crosslauf-Weltmeisterschaften 2013 in Bydgoszcz belegte sie den 69. Platz. 2014 siegte sie bei den Iberoamerikanischen Meisterschaften über 3000 m und gewann Bronze über 1500 m. Im Jahr darauf triumphierte sie bei den Panamerikanischen Spielen 2015 in Toronto über 5000 m.
Sie ist mit dem Marathonläufer Marílson dos Santos verheiratet.

## Persönliche Bestzeiten
- 800 m: 2:01,25 min, 15. Mai 2005, Rio de Janeiro
- 1500 m: 4:07,30 min, 5. Juni 2010, San Fernando (brasilianischer Rekord)
- 3000 m: 9:19,80 min, 1. August 2014, São Paulo
- 5000 m: 15:45,97 min,	21. Juli 2015, Toronto
- 3000 m Hindernis: 9:55,92 min, 25. Mai 2015, Rehlingen